# 30575 Anacarolina
30575 Anacarolina este o planetă minoră (asteroid), cu un diametru de 10,433 km, din centura de asteroizi. A fost descoperită pe 28 iulie 2001 la Stația Anderson Mesa de Lowell Observatory Near-Earth-Object Search. 
Obiectul prezintă o orbită caracterizată de o semiaxă mare de 3,1239636 UAi, o excentricitate de 0,02, o înclinație de 23,32354 ° în raport cu ecliptica.